# Waldgrehweiler
Waldgrehweiler ist eine Ortsgemeinde im Donnersbergkreis in Rheinland-Pfalz. Sie gehört der Verbandsgemeinde Nordpfälzer Land an, die ihren Verwaltungssitz in der Gemeinde Rockenhausen und eine zusätzliche Verwaltungsstelle in Alsenz hat.

## Geographie
Waldgrehweiler liegt im Nordpfälzer Bergland nördlich des Pfälzerwalds. Nordöstlich befindet sich Finkenbach-Gersweiler, östlich Ransweiler, südlich Bisterschied und im Westen liegt der Becherbacher Ortsteil Gangloff.

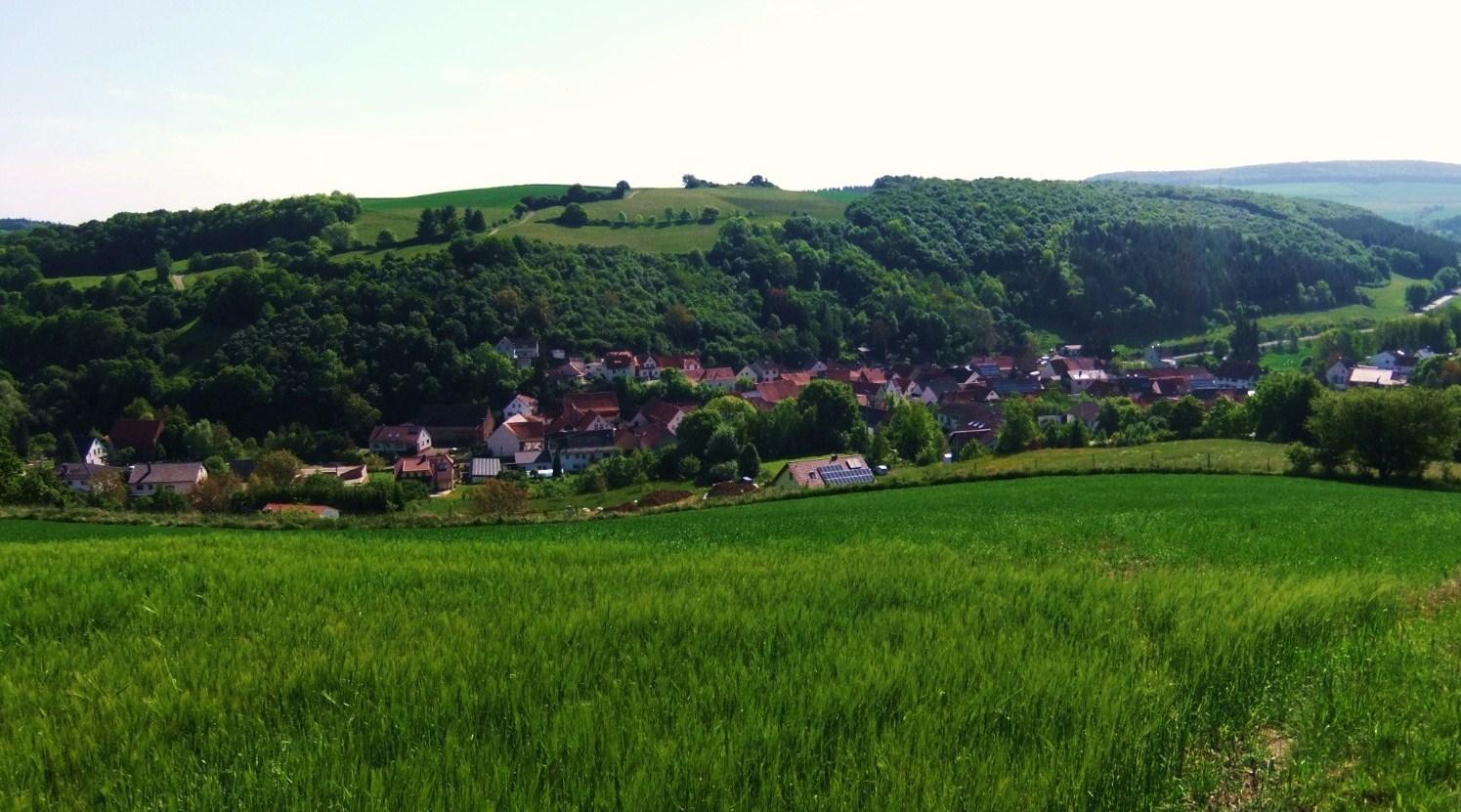
Blick auf Waldgrehweiler

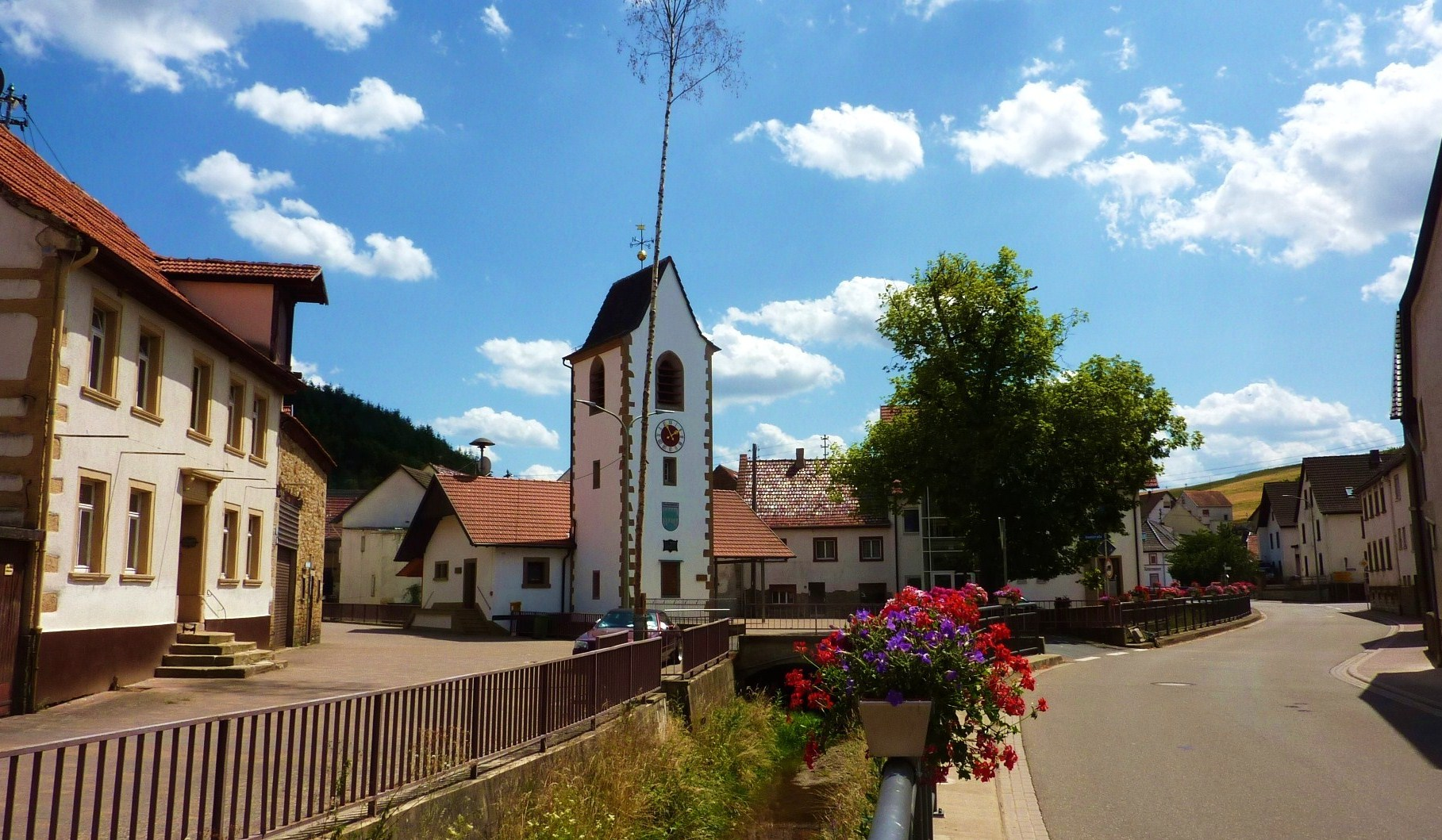
Ortsmitte Waldgrehweiler mit Bürgerhaus und Glockenturm

Zu Waldgrehweiler gehören zusätzlich die Wohnplätze Grashof, Windhof und Wolfsmühle.

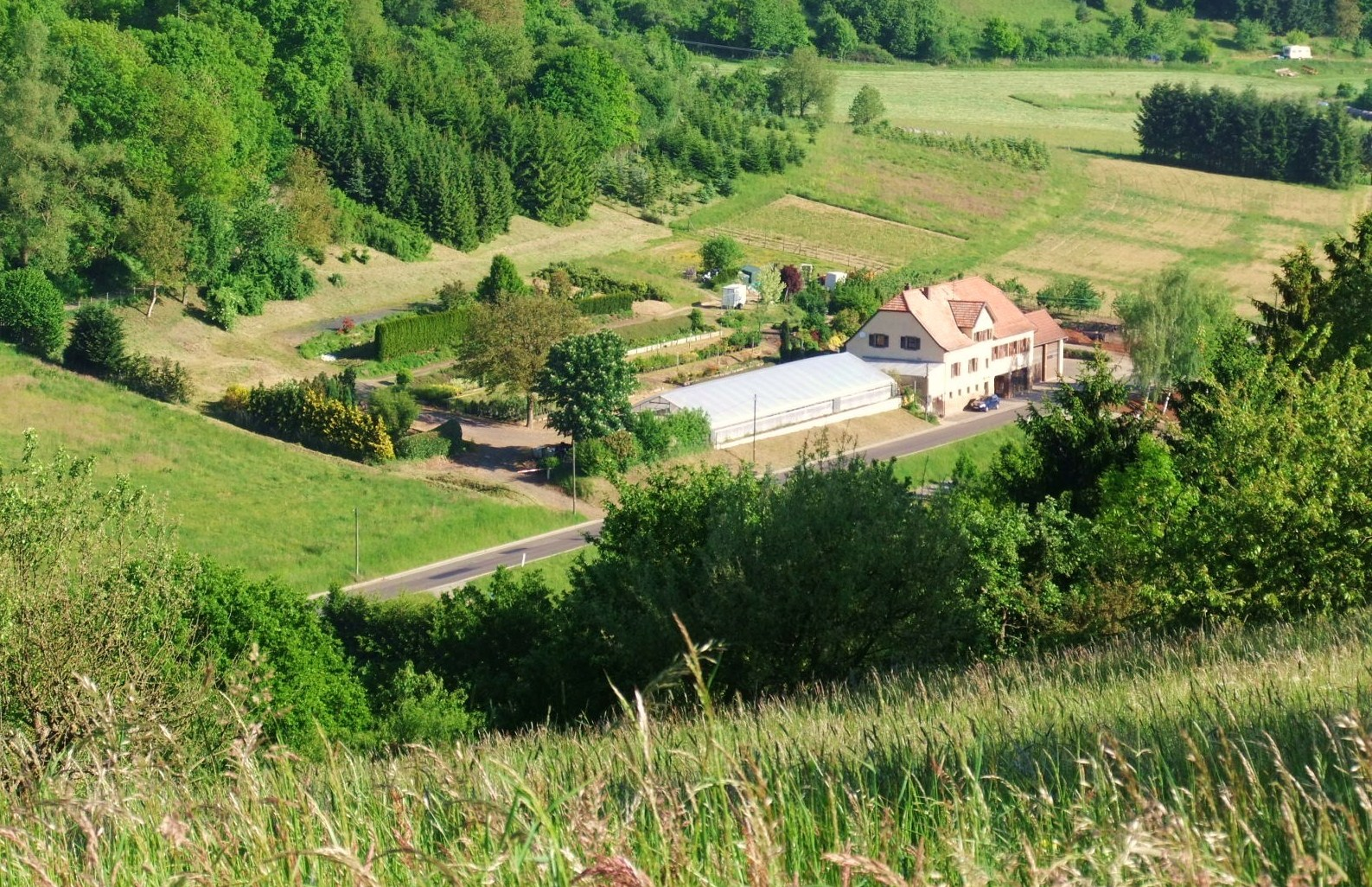
Grashof

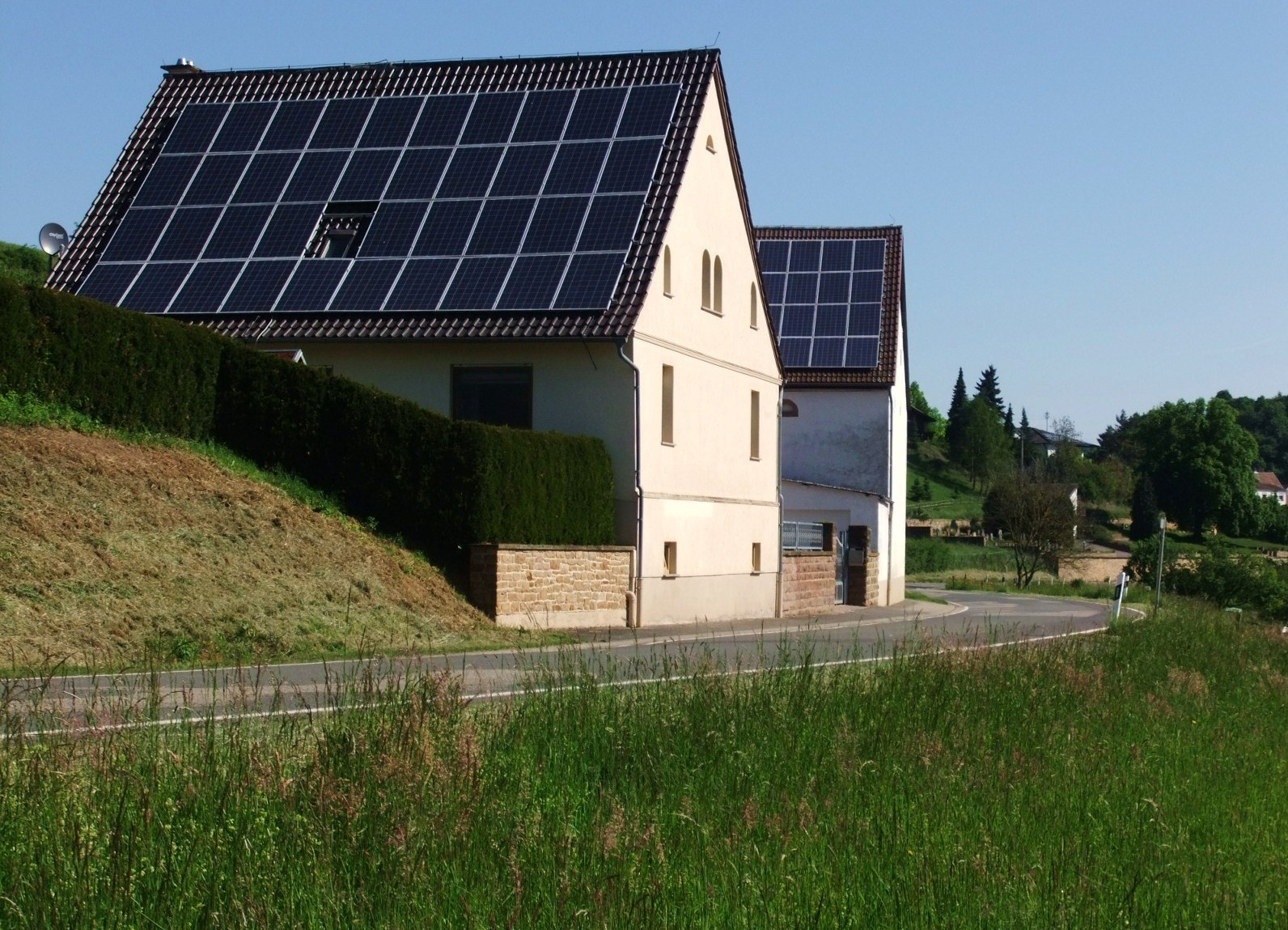
Windhof und Friedhof im Hintergrund

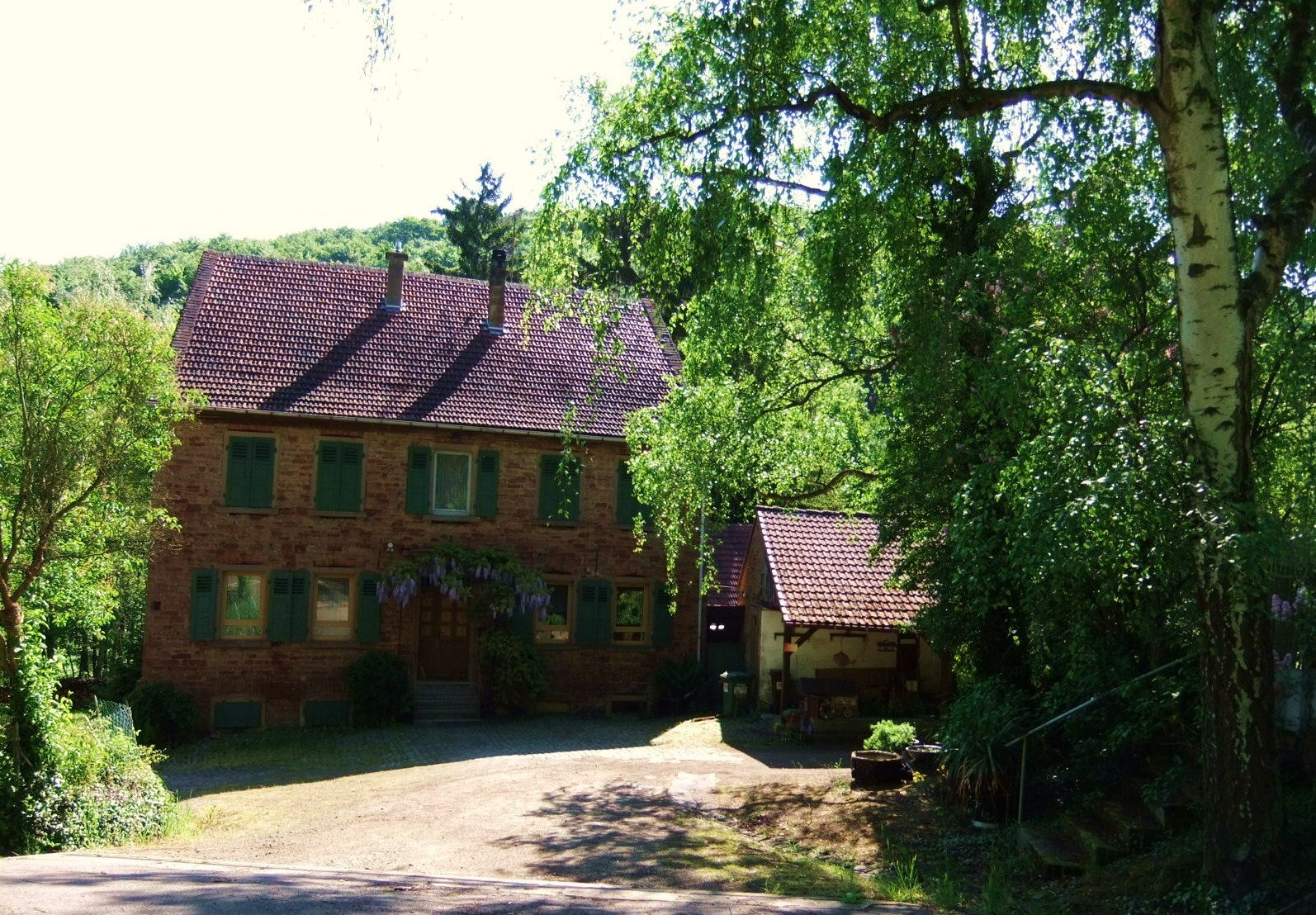
Wolfsmühle

## Geschichte
Spuren der frühen Besiedlung liefern ein jungsteinzeitlicher Einzelfund in der Gewanne „Auf dem Eschen“ und Reste einer römischen Ziegelei an der Verbindungsstraße Richtung Ransweiler. Der Ort grenzt mit seiner Gemarkung an zwei wichtige frühgeschichtliche Höhenwege (Römerstraßen) die eine Anbindung bis nach Frankreich, Mainz, Bad Kreuznach, den Hunsrück und den Kaiserslauterer Raum bieten. Der im 7. Jahrhundert als Teil des Nahegaus gegründete fränkische Ort kam 1236 in den Besitz der Grafen von Veldenz.
Ab 1444 gehörte das Dorf zum Herzogtum Pfalz-Zweibrücken. Die Hofgüter im Ort teilten sich jedoch kleinere Herrschaften; von 1408 bis 1515 die Randecker, von 1515 bis 1778 die Steinkallenfelser und von 1778 bis 1792 Freiherr Gayling Altheim von Bettendorf. Den Zehnten nahmen von 1492 bis 1730 die Langwerth von Simmern ein.
Nach 1792 hatten französische Revolutionstruppen die Region besetzt und nach dem Frieden von Campo Formio (1797) annektiert. Von 1798 bis 1814 gehörte Waldgrehweiler zum französischen Departement Donnersberg und war dem Kanton Rockenhausen zugeordnet. Aufgrund der auf dem Wiener Kongress (1815) getroffenen Vereinbarungen und einem Tauschvertrag mit Österreich kam die Region 1816 zum Königreich Bayern. Ab 1818 war die Gemeinde Waldgrehweiler dem Landkommissariat Kirchheim im bayerischen Rheinkreis, später dem Bezirksamt Kirchheimbolanden zugeordnet, aus dem 1938 der Landkreis Rockenhausen hervorging.
Dieser fiel mit großem Protest der ersten kommunalen Gebietsreform zum Opfer, elf Gemeinden wurden den Kreis Bad Kreuznach, zwei an den Kreis Kaiserslautern abgetreten und zusammen mit ehemaligen Landkreis Kirchheimbolanden der Donnersbergkreis ins Leben gerufen.
Die bevorstehende kommunale Gebietsreform plante den Zusammenschluss der Verbandsgemeinde Alsenz-Obermoschel – zu der Waldgrehweiler gehört – mit der Verbandsgemeinde Meisenheim (Landkreis Bad Kreuznach) und den verblieben Restgemeinden der aufzulösenden Verbandsgemeinde Bad Münster am Stein-Ebernburg zu einer großen Gebietskörperschaft und somit einen Wechsel in den Landkreis Bad Kreuznach. Die Waldgrehweilerer Bürger und ihr Rat haben bereits seit 2012 dagegen gestimmt und forderten einen Wechsel der Ortsgemeinde in die Nachbarverbandsgemeinde Rockenhausen im Donnersbergkreis. Schließlich fusionierten die Verbandsgemeinden Alsenz-Obermoschel und Rockenhausen 2020 zur neuen Verbandsgemeinde Nordpfälzer Land.

### Jüdische Geschichte
Über den Ursprung der Juden in Waldgrehweiler ist nur wenig bekannt, jedoch wird bereits 1718 ein Jude Gerdon genannt, der sechs Gulden Schutzgeld zahlen musste. Das Hauptbuch der Gemeinde nennt am 23. Januar 1790 lediglich ein Judenhaushalt „mit namen Jud Manes Abraham“. Im 19. Jahrhundert entwickelte sich die Zahl der jüdischen Einwohner. 1801 waren es acht Personen und somit 2,3 Prozent der Gesamteinwohner. Im Jahr darauf sind alle Juden im Ort verschwunden. 1809 werden die Gebrauchtwarenhändler Abraham und Salomon Schmidt, die Viehhändler Abraham und Isaac Strauß und Händler Salomon Strauß als jüdische Haushaltsvorsteher gelistet. 1825 waren 44, 1837 37, 1843 42 und 1848 47 Juden in elf Familien gemeldet.
1836 wurde ein Vertreter der örtlichen Juden zur Kreissynode nach Speyer entsandt um eine einheitliche jüdische Lehr- und Gottesdienstordnung zu gestalten. 1853 erreichte die jüdische Kultusgemeinde mit 49 Mitgliedern ihren absoluten Höchststand. Am 25. März 1854 listete das Landkommissariat Kirchheimbolanden eine eigenständige jüdische Gemeinde in Waldgrehweiler. Doch mit der Jahrhundertwende nahm die Zahl der jüdischen Mitglieder rasant ab. 1875 ist die Zahl auf 28 Gläubige gesunken. 1880 waren es 32 Juden.
1893 wurde die jüdische Gemeinde Waldgrehweiler aufgrund der zurückgegangenen Zahl der Gemeindemitglieder aufgelöst und die Gläubigen der Gemeinde Teschenmoschel zugeschlagen. Sie fanden in der dortigen Synagoge ihren religiösen Mittelpunkt. Die zwei Torarollen der Synagoge wurden nach Teschenmoschel überführt. Die Synagoge wurde von zwei jüdischen Privatmännern zum Preis von 1.425 Mark ersteigert und später weiterverkauft.
Das zuständige Finkenbacher Pfarrbuch nennt im Jahr 1900 nur noch fünf und 1905 acht Juden in Waldgrehweiler. Genaue Zahlen bis um die Zeit des Zweiten Weltkrieges liegen nicht vor. Von den im Ort geborenen und längere Zeit lebenden Juden wurden Frieda Hamburger, geborene Schlachter (geb. 1885), Rosa Kling, geborene Strauß (geb. 1861), Max Pfahler (geb. 1924), Ludwig Schlachter (geb. 1879) und Martha Wald, geb. Kling (geb. 1890) Opfer des Nationalsozialismus. Gleiches Schicksal ereilte die letzte jüdische Mitbürgerin Waldgrehweilers „Hannchen“ (Johanna) Weil, geb. Frank (geb. 1875).

### Unwetterkatastrophe 2014
Am Nachmittag des 20. September 2014 kam ein Unwetter mit Platzregen, Sturmböen und Hagel über der Nordpfalz herein. Die ersten Feuerwehren begannen ab 15.30 Uhr in Ransweiler, Waldgrehweiler und Finkenbach-Gersweiler mit Sandsäcken gefährdete Gebäude und Stellen zu sichern.
Wenige Tage zuvor waren die meisten Äcker neu bestellt worden und der Regen spülte somit Schlamm los, der sich talwärts bewegte. Gegen 17.30 Uhr erreichte die Flutwelle Waldgrehweiler. Im Ortsmittelpunkt, am Kerwefestplatz beim Bürgerhaus, trafen die Wassermassen von Ransenbach und Moschel zusammen. Binnen Minuten war die Ortslage überflutet. Wasserstände zwischen 1,40 und 1,72 Metern Höhe über dem Straßenniveau waren zu verzeichnen.
Rund 45 Wohngebäude zuzüglich Nebengebäuden der 214-Einwohner-Gemeinde waren von dem Hochwasser überflutet. Viele verloren einen Großteil ihres Besitzes. Mehrere Häuser wurden unbewohnbar. Die Geschädigten fanden Unterkunft bei Verwandten, Mietwohnungen oder in leerstehenden Gebäuden der Gemeinde. Auch Monate später waren noch nicht alle Bürger wieder zurück in ihre Häuser und Wohnungen gekehrt. Sechs Brücken wurden beschädigt bzw. total zerstört. Nachträgliche Hochrechnungen ergaben, dass in kurzer Zeit rund sechs Millionen Kubikmeter Niederschlag über dem kleinen Einzugsgebiet herabgegangen waren. Es wurden privat in 15 Minuten Niederschlagsmengen zwischen 160 und 220 Litern pro Quadratmeter gemessen. Um die ersten Schäden zu beseitigen, waren Feuerwehren, Rotes Kreuz und THW aus mehreren Landkreisen bis zu zehn Tage lang im Einsatz. Im Bürgerhaus wurden eine Gemeindekantine und eine Kleiderkammer eingerichtet. Im Dorf entstand ein Gesamtschaden von rund 2,6 Millionen Euro.
Am 28. August 2015 wurde der sanierte Ortsmittelpunkt mit Bürgerhaus, Glockenturm, Jugendraum, Gemeindearchiv und Kinderspielplatz im Beisein von Ministerpräsidentin Malu Dreyer feierlich wieder in Betrieb genommen.

## Politik

### Gemeinderat
Der Gemeinderat in Waldgrehweiler besteht aus sechs Ratsmitgliedern, die bei der Kommunalwahl am 9. Juni 2024 in einer Mehrheitswahl gewählt wurden, und dem ehrenamtlichen Ortsbürgermeister als Vorsitzendem.

### Ortsbürgermeister
Jens Brumm wurde am 10. Juli 2024 Ortsbürgermeister von Waldgrehweiler. Da für die Direktwahl am 9. Juni 2024 kein gültiger Wahlvorschlag eingereicht wurde, oblag die Neuwahl des Bürgermeisters gemäß rheinland-pfälzischer Gemeindeordnung dem Rat. Dieser wählte in seiner konstituierenden Sitzung Jens Brumm zum Ortsbürgermeister.
Brumms Vorgänger Helmut Brand hatte das Amt 15 Jahre ausgeübt und kandidierte bei der Wahl 2024 nicht erneut.

### Wappen
| Wappen von Waldgrehweiler | Blasonierung: „In Silber über grünem Dreiberg fünf grüne Tannen.“ |
| Wappen von Waldgrehweiler |                                                                   |

## Kultur und Sehenswürdigkeiten
In der Ortsmitte befinden sich der denkmalgeschützte Glockenturm von 1927, das Bürgerhaus, das Gebäude der ehemaligen Milchsammelstelle und der Jugendraum. Am sogenannten „Judeneck“ oder „Klostereck“ Ortsausgang Richtung Ransweiler befand sich einst das jüdische Zentrum der Gemeinde mit der Synagoge. Hier stehen die ältesten noch erhaltenen Gebäude der Gemeinde. Zudem gibt es in der Mühlstraße, der Hauptstraße und der Inselstraße noch vier alte Fachwerkhäuser, die jedoch zum Großteil verputzt sind.
Siehe auch: Liste der Kulturdenkmäler in Waldgrehweiler

## Wirtschaft und Infrastruktur
Im Ort kreuzen sich die L 379 und die L 385. Über die A 63 im Südosten und die A 61 im Nordosten besteht Anschluss an den Fernverkehr.
In Waldgrehweiler gibt es eine Grundschule mit 4 Schulklassen. Sie wird in Kooperation mit der Nachbarverbandsgemeinde Rockenhausen betrieben, die rund 90 Prozent der Schüler entsendet. Im Gegenzug besuchen die Waldgrehweilerer den gemeinsamen Kindergarten der Nachbargemeinde Bisterschied (VG Rockenhausen).

## Dorferneuerung
Für ihre besonderen Verdienste wurde der anerkannten Dorferneuerungsgemeinde Waldgrehweiler 2014 von Innenminister Roger Lewentz die Goldmedaille des Landeswettbewerbs „Unser Dorf hat Zukunft“ in der Hauptklasse verliehen. Besonderen Anklang fanden das in über 30.000 ehrenamtlichen Arbeitsstunden geschaffene Bürgerhaus, der Umbau der ehemaligen Milchsammelstelle zum Jugendraum, die Erhaltung historischer Bauwerke wie die ehemalige Viehwaage, das Wasserhaus, das Feuerwehrhaus und der Glockenturm im Zentrum. Bewundert wurden darüber hinaus die in Eigenleistung erfolgte Erschließung des Neubaugebietes und die Straßenausbauten. Viele kleine Dinge wie die Gestaltung des Dorfplatzes, der Ortseingänge und Bushaltestellen, einer Stützmauer und die Schaffung des Bürgergartens mit Backhaus, Freisitz, Sanitäranlagen sowie kleinem Bauhoflager wurden von den Fachkommissionen bestaunt.
Besondere Anerkennung fand die starke und engagierte Dorfgemeinschaft mit ihrem Motto „Stillstand ist Rückschritt“.
Für vorbildliche ökologische Leistungen wurde der Gemeinde 2015 zusätzlich von Umweltministerin Ulrike Höfken ein Sonderpreis für Ökologie überreicht. Hier wurde die Erhaltung der besonderen Kulturlandschaft durch die Pflege und Anlage von Streuobstwiesen, die Beweidung von den Hängen der Wiesentäler, der zertifizierte Waldbestand und die Schaffung von Biotopen gewürdigt. Auch der Schutz der Naturdenkmäler, wie die Friedenslinde am Dorfplatz, des Bergahorns an der Viehwaage oder die Friedhofslinde waren wichtige Punkte der Beurteilung. Am Bürgergarten weist ein neu angelegter Wingert auf die einstige Weinbaugeschichte hin, ein Schotterbeet mit Bepflanzung erinnert am „Judeneck“ an die einstige jüdische Gemeinde und am Rastplatz des Moscheltalradwegs laden Obstbäume und -sträucher zum Naschen ein. Das Neubaugebiet ziert eine ganze Baumreihe und die Ortseingänge wurden begrünt. Die Gemeinde betreibt eigene Photovoltaikanlagen, private kamen hinzu. Den Windpark auf dem Roßberg säumen mehrere Windkraftanlagen und die Ortsstraßenbeleuchtung wurde in LED-Technik umgerüstet. So gibt es mehrere kleine und große Initiativen zugunsten von Natur und Umwelt. Auch bedrohte Tierarten wie etwa der Uhu, der rote Milan, der Schwarzstorch, Eisvogel, Pirol sowie Graureiher, Langohrfledermäuse und Kreuzottern sind dort heimisch.

## Tourismus und Fremdenverkehr
Am Ortsrand von Waldgrehweiler, gegenüber dem Windhof, hat die Gemeinde einen Wander- und Wohnmobilparkplatz ausgewiesen. Im historischen Wasserhaus sind entsprechende Sanitäranlagen errichtet worden. Weiterhin gehen von hier aus verschiedene ausgeschilderte Wanderwege ab.
Beim Bürgergarten am Ortsende Richtung Finkenbach-Gersweiler wurde ein naturnaher Rastplatz mit kleinem Obstbaumlehrpfad für den Moscheltalradweg errichtet, der in Waldgrehweiler endet. Obstbäume und -sträucher laden zum Naschen ein. Im Nachbargebäude des Bürgerhauses soll eine Ferienwohnung entstehen.